# Stevington
Stevington – wieś w Anglii, w hrabstwie ceremonialnym Bedfordshire, w dystrykcie (unitary authority) Bedford. Leży 8 km na północny zachód od centrum miasta Bedford i 80 km na północ od centrum Londynu.